# Agni Air

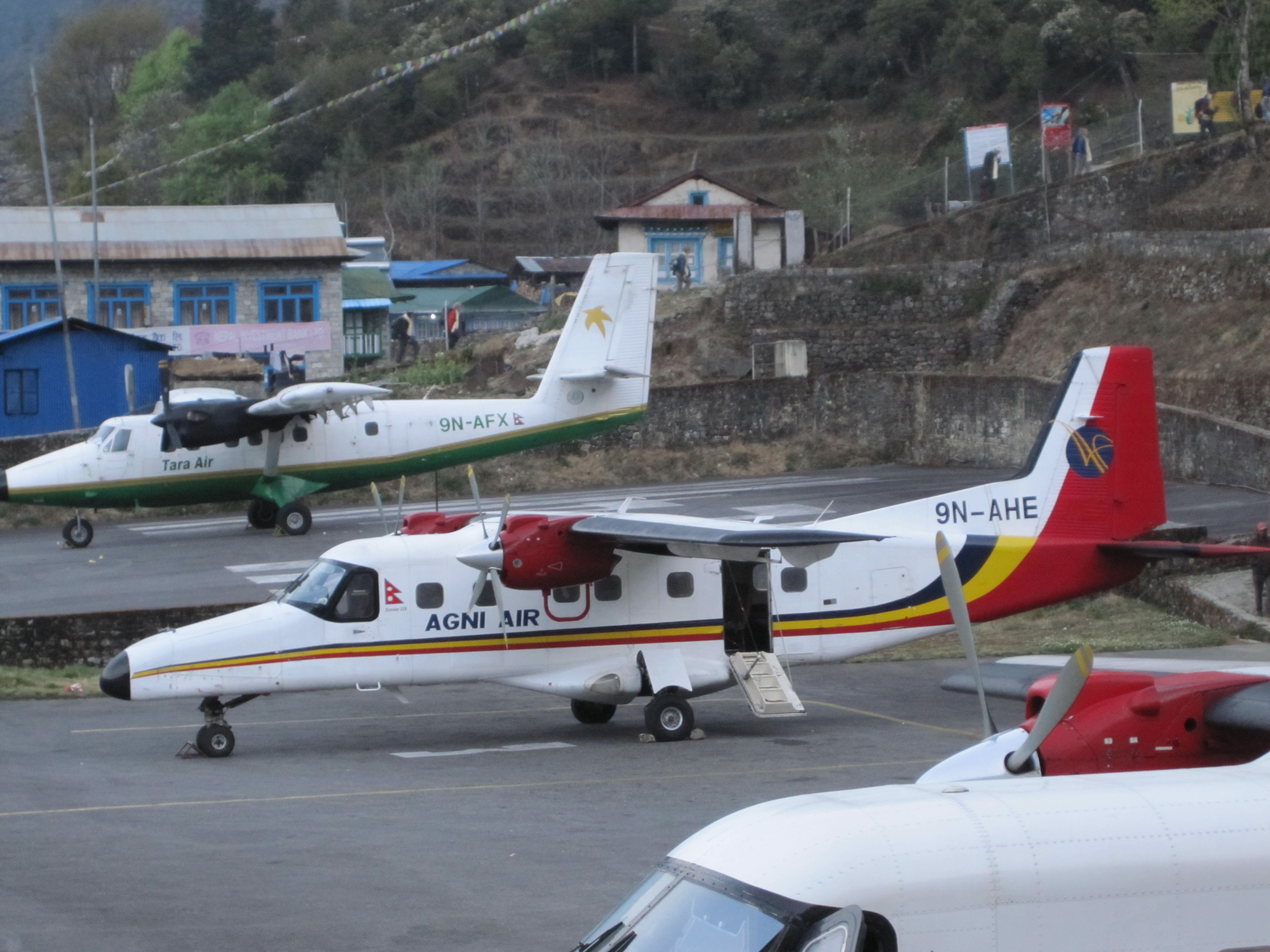
Dornier 228 der Agni Air, 9N-AHE

Agni Air war eine nepalesische Fluggesellschaft mit Sitz in Kathmandu und Basis auf dem Flughafen Kathmandu.

## Geschichte
Agni Air, die über ein eigenes Air Operator Certificate (AOC) der nepalesischen Luftfahrtbehörde verfügte, das ihr erlaubte in fünf nepalesischen Luftfahrtsektoren zu operieren sowie Bergflüge durchzuführen, startete den Flugbetrieb im März 2006. Die ersten in diesem Zeitraum von Kathmandu aus angeflogenen Ziele waren Lukla, Tumlingtar und Biratnagar.
Die Gesellschaft hatte geplant, zu einem späteren Zeitpunkt auch den Transport von Fracht und Post anzubieten.
In Folge zweier tödlicher Flugunfälle, 2010 und 2012, geriet die Gesellschaft in immense finanzielle Schwierigkeiten. Nachdem eine Übernahme durch Namaste Air gescheitert war, da diese ihren geplanten Betrieb nie aufnahm, wurde der Flugbetrieb 2013 eingestellt. Alle verbliebenen Flugzeuge gingen an Simrik Airlines.

## Flugziele
Agni Air war in der Kurzstrecke aktiv, sie führte Flüge zwischen verschiedenen nepalesischen Flughäfen durch. Das größte Drehkreuz war dabei der Tribhuvan International Airport in Kathmandu; die einzige Verbindung, die nicht von diesem ausging, war die Verbindung Jomsom-Pokhara.
Eine besondere Bedeutung hatten auch die Flüge der Gesellschaft von Kathmandu zum Flughafen Lukla. Auf dieser Route wird der Großteil der ausländischen Touristen, die den Mount Everest oder umgebende Berge besteigen möchten, zum Ausgangspunkt ihrer Wanderung gebracht.

## Flotte

### Flotte bei Betriebseinstellung
| Modell           | Anzahl | Anmerkungen            |
| ---------------- | ------ | ---------------------- |
| Dornier 228      | 3      | verschiedene Versionen |
| BAe Jetstream 41 | 3      |                        |

## Zwischenfälle
- Am 24. August 2010 verunglückte eine Dornier 228-101 der Agni Air mit dem Luftfahrzeugkennzeichen 9N-AHE auf dem Flug 101 vom Flughafen Kathmandu zum Tenzing-Hillary-Airport in Lukla. Nachdem die Wetterbedingungen in Lukla keine sichere Landung zuließen, entschieden sich die Piloten zur Rückkehr nach Kathmandu. Ein Generatorenproblem machte allerdings einen Instrumentenanflug unmöglich, beim Versuch eines visuellen Anflugs auf die Piste 02 des Tribhuvan International Airport zerschellte das Flugzeug 18 Meilen südsüdwestlich des Flughafens, in der Nähe des Ortes Bastipur, in bergigem Gelände. Alle elf Passagiere und drei Crewmitglieder starben bei dem Unfall.[6] (Siehe auch: Agni-Air-Flug 101)

- Am 14. Mai 2012 verunglückte eine Dornier 228-212 mit dem Kennzeichen 9N-AIG auf einem Flug von Pokhara nach Jomsom. Kurz vor dem Zielflughafen teilte der Pilot über Funk ein technisches Problem mit und bat um eine Rückkehr zum Ausgangsflughafen. Wenige Sekunden später flog das Flugzeug rund 500 Meter nördlich des Flughafens Jomsom in einen Hügel. Bei dem Unfall starben 13 von 18 Passagieren sowie zwei der drei Crewmitglieder.[7][8]